# Station Membang Muda
Membang Muda is een spoorwegstation in de Indonesische provincie Noord-Sumatra.